# 味間いも

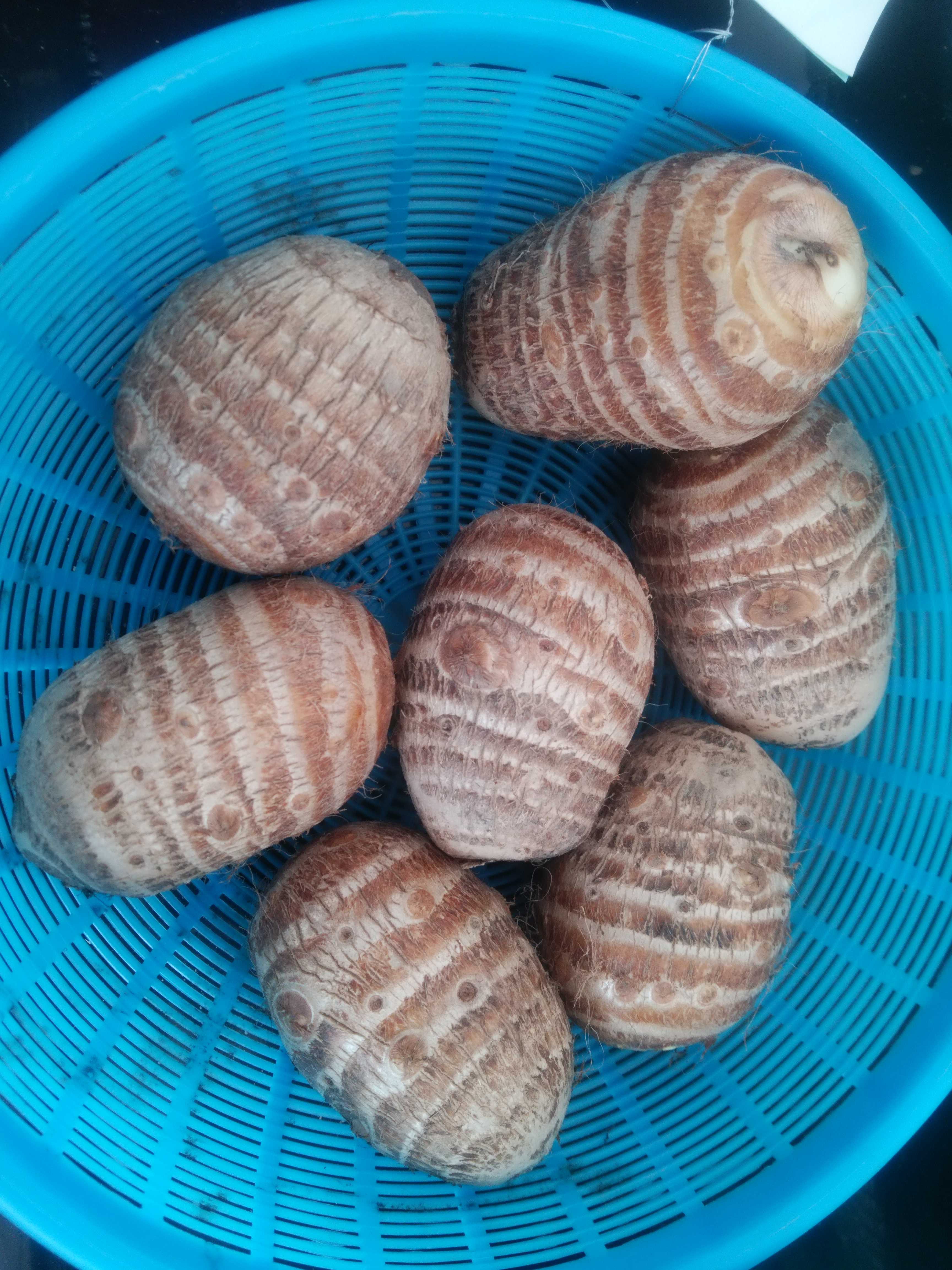
大和の伝統野菜「味間いも」

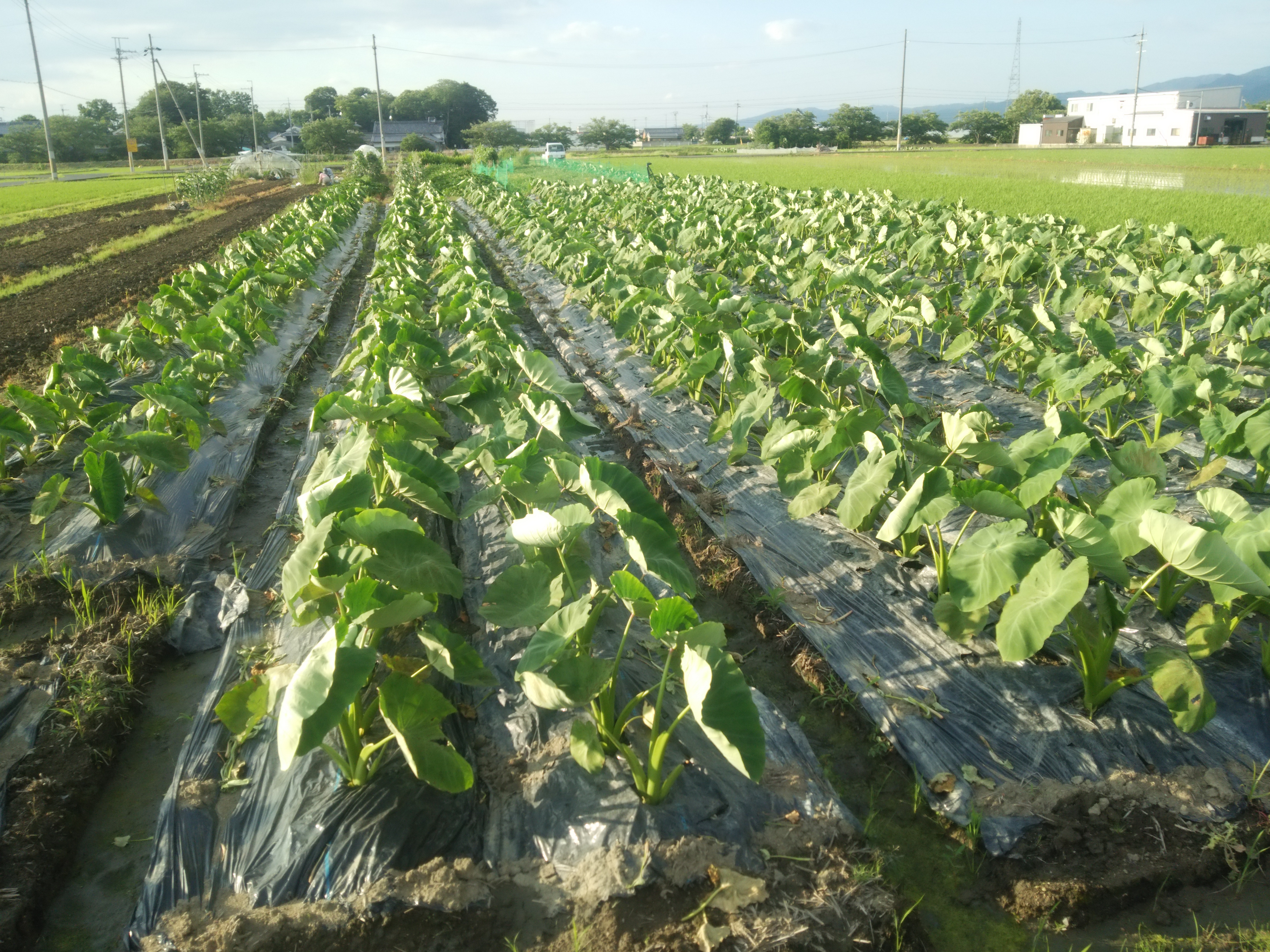
味間いもの畑。後方は味間集落。

味間いも（あじまいも）は、サトイモ科の芋で、奈良県在来のサトイモの品種である。
磯城郡のうち田原本町の味間地区で古くから栽培されてきた伝統野菜として、奈良県により「大和野菜」に認定されている。

## 歴史
戦前から奈良県磯城郡田原本町の味間地区とその周辺のみで作り継がれてきた。古くからこの地で栽培されてきたという説や、昭和初期（1931年～1933年）に奈良県農事試験場（現農業総合センター）において優良と認められた品種がもたらされたという説など諸説あるが、来歴には不明な点が多く、もともとの品種名が何であったかは分かっていない。
2014年（平成26年）12月24日、奈良県により大和の伝統野菜として「大和野菜」に認定された。

## 特徴
白くてきめの細かい絹肌で、サトイモの代表的品種である「石川早生」より粘りが強い。

連作障害が出やすく、4年間は同じ圃場で作れないが、収量性が高く食味が良い。

## 産地
奈良県磯城郡田原本町味間を中心に、天理市などでも栽培され始めている。

## 利用法
ねっとりしたとろける食感とコクがあり、煮っ転がしをはじめ田楽、蒸し芋、味噌汁など、幅広い料理に使うことができる。おせち料理の煮しめや雑煮にも欠かせない。奈良県の郷土料理である「いもぼた」はサトイモを混ぜて炊いたぼた餅である。
他府県で「あられ」と呼ばれる小粒のおかきを奈良県では「切り子」と呼び、サトイモを摺りおろして搗き込んだものは素焼きにするとよくふくらむ。
おやつとして食べるほか、茶粥をはじめ、お茶漬け、うどん、善哉に浮かべて食べるのは奈良県独特の食べ方である。

## その他
- 昭和30年代に、味間出身の松下電器産業の重役が、創業者で社長の松下幸之助に歳暮として味間いもを贈ったところ、松下は「これはうまい。これを食べると他の芋は食べられない」と絶賛し、この重役は松下が亡くなるまで毎年歳暮として届けたという逸話が残っている。